# Конюшина шорстка
{{#ifeq:0|0|{{#if:|{{#if:Trifoliumscabrum|[[]}}|}}}}
Конюшина шорстка, (Trifolium scabrum L.) — вид рослин родини бобові (Fabaceae). Етимологія: лат. scabrum — «грубий».

## Опис
Це досить кремезна, волохата, однорічна, сланка чи висхідна, багатостебельна до 30 см рослина. Листочки 4–15 мм, яйцеподібні, шкірясті, дрібно зубчасті. Суцвіття 7–10 мм в діаметрі, яйцюваті. Віночок 4,5–7 мм, рожевий чи білий. Квітне з травня по липень. Насіння 1,2–1,8 мм, гладке, жовтуватого кольору.

## Поширення
Поширення: Північна Африка: Алжир; Єгипет; Лівія; Марокко; Туніс. Західна Азія: Кіпр; Іран; Ірак; Ізраїль; Ліван; Сирія; Туреччина. Кавказ: Азербайджан; Грузія; Росія — Передкавказзя. Європа: Ірландія; Об'єднане Королівство; Бельгія; Німеччина; Нідерланди; Україна — Крим; Албанія; Болгарія; Колишня Югославія; Греція [вкл. Крит]; Італія [вкл. Сардинія, Сицилія]; Румунія; Франція [вкл. Корсика]; Португалія [вкл. Мадейра]; Іспанія [вкл. Балеарські острови, Канарські острови]. Населяє піщані й кам'янисті місця: відкриті чагарники, сухі луки; 0-1700 м.

## Галерея

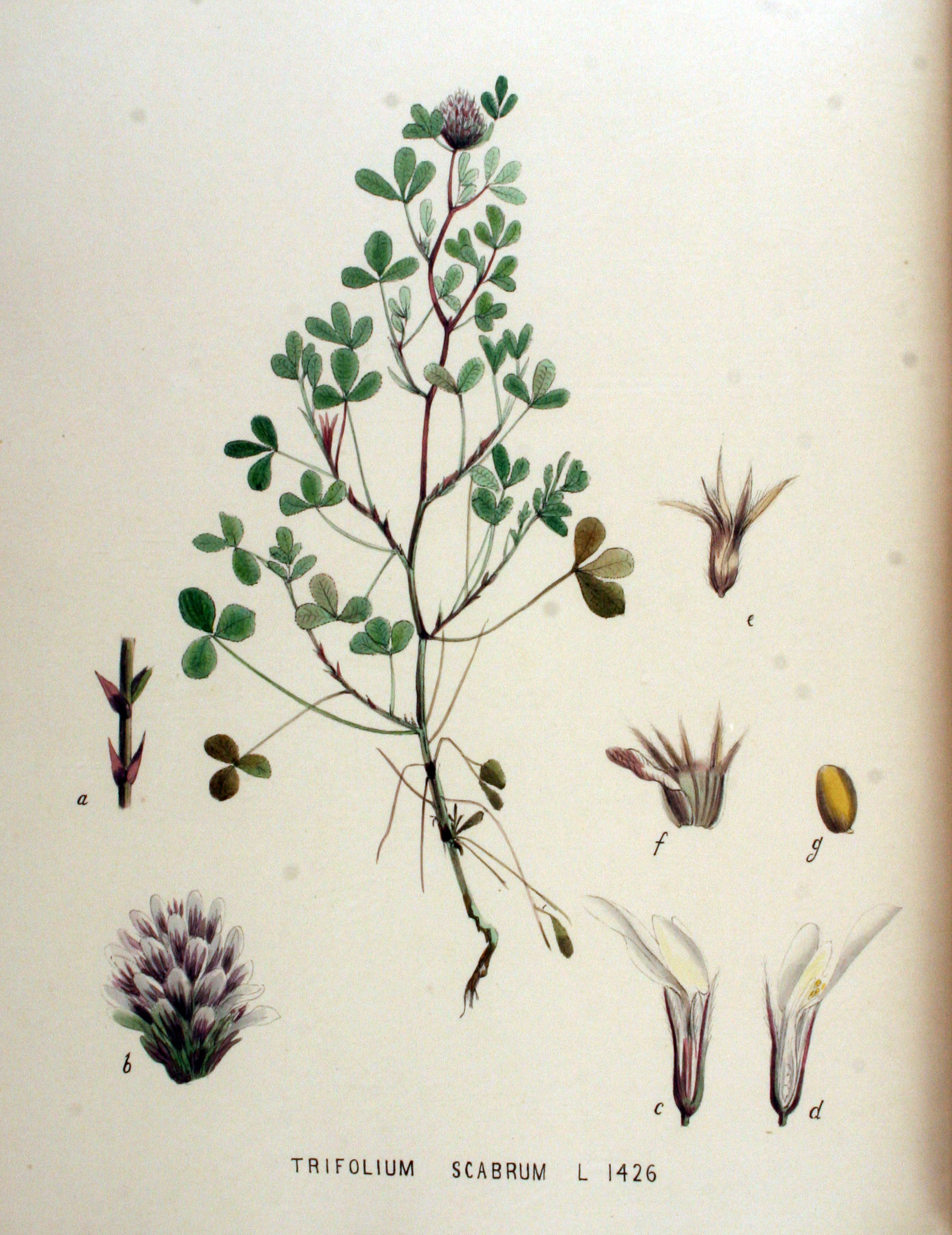